# Воскресенское (Чаплыгинский район)
Воскресе́нское — деревня Братовского сельского поселения Чаплыгинского района Липецкой области.
Упоминается в документах 1771 года.
Исходя из формы названия среднего рода можно предположить, что селение некогда было селом, в котором построили Воскресенскую церковь. Потом статус вновь изменился на деревню.

## Население
| 2010 |
| ---- |
| 348  |